# 皮普洛达
皮普洛达（Piploda），是印度中央邦Ratlam县的一个城镇。总人口7302（2001年）。

## 人口
该地2001年总人口7302人，其中男性3712人，女性3590人；0—6岁人口1119人，其中男575人，女544人；识字率60.09%，其中男性为71.28%，女性为48.52%。